# D910 (Eure-et-Loir)
De D910 is een departementale weg in het Franse departement Eure-et-Loir. De weg loopt van de grens met Yvelines via Chartres naar Thivars. In Yvelines loopt de weg als D910 verder naar Ablis en Parijs. In Chartres wordt de weg kort onderbroken door de N123.

## Geschiedenis
Oorspronkelijk was de D910 onderdeel van twee nationale wegen, de N188 tussen Yvelines en Chartres en de N10 tussen Chartres en Thivars. In 1949 werd de N188 op dit traject bij de N10 gevoegd.
In 2006 werd de weg overgedragen aan het departement Eure-et-Loir, omdat de weg geen belang meer had voor het doorgaande verkeer vanwege de parallelle autosnelweg A11. De weg is toen omgenummerd tot D910.